# Fraternité de Marie reine immaculée
La Fraternité de Marie reine immaculée (FMRI) est une association publique de fidèles catholique fondée en 1955 à Bois-le-Roi en Seine-et-Marne par la pseudo-mystique et fausse voyante Clémence Ledoux. Elle est érigée canoniquement en 1986 dans le diocèse de Meaux.
Sous l'influence en particulier de Marie-Pierre Faye, l'un des tout premiers disciples de Marie-Dominique Philippe et frères de la communauté Saint-Jean, elle connaît de graves dérives sectaires qui conduisent l'archidiocèse de Lyon à diligenter deux enquêtes, l'une en 2011 conduite par Joachim Bouflet, l'autre en 2023 menée par le dominicain Paul-Dominique Marcovits. Cette dernière a révélé en décembre 2024 de nombreux abus tant spirituels que sexuels qui ont conduit à la mise sous tutelle de la FMRI.

## La fondatrice Clémence Ledoux

### Enfance et jeunesse
Clémence Ledoux naît le 13 décembre 1888 à Halluin dans le Nord dans une famille de treize enfants dont six sont morts en bas âge. Le père est tisserand,,. À l'âge de 6 ans, elle affirme au curé de sa paroisse voir son ange gardien, prélude à d'autres apparitions quasi quotidiennes de la Vierge Marie et du Christ, entrecoupées de dialogues avec son ange, dont toute sa vie elle prétendra bénéficier : elle se considère dès sa naissance comme investie par Dieu d'une mission en vue du « salut de la France », à l'image, commente Paul-Dominique Marcovits, de figures comme Jeanne d'Arc ou Claire Ferchaud (1896-1972). 
En 1900, alors qu'elle a 12 ans, elle travaille dans un atelier de bonneterie. Elle en crée un elle-même en 1918, qui emploie plusieurs salariées, dont ses deux sœurs aînées, pour subvenir aux besoins de sa famille.

### Vie religieuse (1920-1935)
En 1920 elle a 32 ans quand à l'occasion d'une mission elle fait la rencontre d'un prêtre rédemptoriste, le père Désiré Castelain, qui devient son directeur spirituel et la conduit à entrer à Tourcoing en septembre dans la congrégation des Humbles Filles du Sacré-Cœur fondées par Louise Nicolle à Saint-Amand dans l'archidiocèse de Cambrai. Un an plus tard, Clémence Ledoux demande, selon une inspiration qu'elle prétend avoir reçue du Christ lui-même, que la communauté de Saint-Amand soit rassemblée dans la maison de Tourcoing dans l'archidiocèse de Lille. La communauté connaît alors une scission à laquelle Clémence Ledoux n'est pas étrangère. La supérieure, mère Marie du Saint-Esprit, fonde avec elle une nouvelle congrégation apostolique de droit diocésain, les Réparatrices du Sacré-Cœur,. Clémence Ledoux prend le nom en religion de mère Marie du Calvaire en 1922,. En 1925, le père Désiré Castelain est chargé par Hector Quilliet, archevêque de Lille, d'enquêter sur la nouvelle communauté et Clémence Ledoux. Il apporte sa caution à ses expériences mystiques vis-à-vis desquelles l'archevêque se montre réticent. En 1928, la communauté fait à nouveau l'objet d'une enquête du diocèse : plusieurs sœurs l'ont quittée en raison des dérives autoritaires de Clémence Ledoux qui s'autorise de révélations surnaturelles qui lui servent également à attirer des fonds en mystifiant ses bienfaiteurs.
Le 31 mars 1931, durant la Semaine sainte, lors d'une apparition grandiose, peinte par la suite, la Vierge Marie se serait révélée à elle sous le titre de « Reine immaculée de l'Univers »,,. Selon ses dires, le pape Pie X, mort en 1914, lui apparaît également et la charge de demander au pape régnant, Pie XI, de reconnaître la « Royauté de Marie Reine Immaculée sur l’univers ». Le nouvel archevêque de Lille, le cardinal Achille Liénart, accueille défavorablement cette demande au pape. 
Malgré cela, elle effectue en mars 1934 un pèlerinage à Rome dans l'idée de faire reconnaître la Vierge sous ce titre par l'entremise du secrétaire d’État de Pie XI, le cardinal Eugenio Pacelli, bravant l'interdiction du cardinal Liénart qui la sanctionne le 26 décembre, de même que sa supérieure, mère Marie du Saint-Esprit, qui s'est faite sa complice. Il leur est demandé de prendre un temps de retraite, chacune dans un monastère différent, l'un à Roubaix, l'autre à Lille. Mère Marie du Saint-Esprit se soumet contrairement à Clémence Ledoux qui se réfugie le jour même chez une bienfaitrice de Tourcoing, la grand-mère de son fils spirituel, Claude Masurel (1914-1999). Après avoir en vain convoqué Clémence Ledoux, le cardinal Liénart l'exclut définitivement de la vie religieuse le 12 janvier 1935,. L'archevêque de Lille rédige un rapport complet sur l'affaire le 18 janvier à l'intention de la Sacrée congrégation pour les religieux. Clémence Ledoux cependant ne renonce pas à avoir gain de cause, et multiplie en ce sens des lettres qui restent sans effet à destination du Saint-Siège entre 1935 et 1936. Claude Masurel, le fils d'une famille d'industriels du textile du Nord de la France, qu'elle avait convaincu d'embrasser le sacerdoce, est sommé par le cardinal Liénart de choisir entre la prêtrise et la fréquentation de Clémence Ledoux. C'est cette dernière qu'il choisit de suivre. 

### Années d'errance (1935-1947)
La grand-mère de Claude Masurel met à disposition à Tourcoing une maison dans la même ville habitée également par les deux sœurs de Clémence Ledoux et une religieuse des Réparatrices du Sacré-Cœur qui l'a suivie. Sur le conseil de Clémence Ledoux, sa bienfaitrice achète en 1938 une propriété, le Castel des Roches, située à Ségrie-Fontaine dans l'Orne où les trois sœurs emménagent en juillet 1939. Lasse de cette retraite à la campagne qu'elle juge assez morne, elle demande à la famille Masurel de pouvoir revenir dans le Nord. Elle s'installe à Croix, puis à Mouvaux, villes qui ne lui conviennent pas davantage. La grand-mère de Claude Masurel décède en février 1946. Son petit-fils revend la propriété de Ségrie-Fontaine pour acheter un appartement dans 16e arrondissement de Paris.

## Débuts des «Messagers de Marie Reine Immaculée» (1947-1986)
Clémence Ledoux s'installe à Paris en 1947 et forme avec Claude Masurel et Bernadette D. l'embryon de la fraternité,,,. Elle  comprend aussi Étienne Courtial (1924-2014), ordonné prêtre l'année suivante (père Jean Courtial en religion), ainsi que Pierre P. et mère Gabriel Gallagher, assistante de la supérieure générale des sœurs de Saint-Joseph de Cluny, qui propagera dans les pays où est implantée sa congrégation la dévotion à « Marie Reine Immaculée de l’Univers ». Ils se rendent à Rome le 1er décembre 1954 pour la proclamation par Pie XII de la fête de Marie Reine, qui se distingue totalement du dogme de la royauté de Marie que Clémence Ledoux cherche sans succès à faire promulguer.
La fraternité s'installe en 1955 à Bois-le-Roi en Seine-et-Marne dans une propriété achetée par Claude Masurel, qui pourvoit grâce à sa fortune personnelle aux besoins matériels de la fraternité. Il en est le premier modérateur. En juillet 1957, le père Jean Courtial fait connaître à Clémence Ledoux les parents de Marie-Pierre Faye, futur responsable de la communauté. En accord avec le message que Clémence Ledoux dit avoir reçu lors de la « grande apparition » du 31 mars 1931, par lequel Dieu lui dit qu'il souhaite voir la Vierge Marie « régner dans les cœurs, dans les familles, dans les nations... [et] soit intronisée dans les foyers comme le Sacré-Cœur », Clémence Ledoux diffuse auprès de nombreuses familles la pratique de ces « intronisations » qui les font devenir des « Messagers de Marie Reine Immaculée ».
Comme elle avait commencé à le faire chez les Réparatrices du Sacré-Cœur dans les années 1930, Clémence Ledoux met en place autour d'elle un culte de la personnalité auprès de ses adeptes qui l'appellent « Mère » ou « Mamée » : des cantiques où elle est citée, des photographies qui la mettent en scène à la façon d'images pieuses, une future statue et des reliques conservées en vue de sa canonisation, comme des mèches de cheveux ou la ouate utilisée pour panser sa jambe au moment de la phlébite dont elle a été guérie,. Une partie est placée dans les fondations d'un oratoire construit en 1958 dans la propriété de Bois-le-Roi, béni devant une assistance de 500 personnes.
Dans les années 1960, la « Famille des Messagers de Marie, Reine immaculée » fait l'objet d'une enquête canonique. Les conclusions de l'étude menée par Joachim Bouflet en 2012 décrivent Clémence Ledoux comme « mégalomane et mythomane » Peu après une hémiplégie, elle décède le 16 avril 1966,. À partir de mai 1966, les « Messagers de Marie Reine Immaculée » scellent un « pacte d'alliance », notion introduite par Clémence Ledoux dans le « rituel d'intronisation » dans sa version de 1955. Les statuts de l'association liée à la fraternité sont déposés en préfecture le 17 novembre 1969 sous le nom de « Présence et action mariale »,.

## Développement de la Fraternité

### Reconnaissance canonique
En 1985 la « Famille des Messagers de Marie, Reine immaculée » compte 1200 personnes qui ont scellé un « pacte d'alliance ». Parmi elles, 50 prêtres et 250 religieuses. Le « noyau dur » de cette « Famille » est reconnu sous le nom de « Fraternité de Marie Reine Immaculée » (FMRI) le 25 janvier 1986 comme association cléricale publique de fidèles par l'évêque de Meaux. Elle compte alors 17 membres.

### Arrivée de Marie-Pierre Faye
Marie-Pierre Faye, né en 1957, ordonné prêtre dans la communauté Saint-Jean en 1982, intègre la fraternité en 1987. Proche de l'abbaye d'Ourscamp, il fait partie des tout premiers frères de Saint-Jean. Il avait rejoint au milieu des années 1970, sur le conseil de Marthe Robin, Marie-Dominique Philippe à Fribourg. Il est envoyé au départ dispenser ses enseignements au sein de la Fraternité de Marie reine immaculée (FMRI) où sa sœur Béatrice Faye était entrée en 1979,. Enfant, il avait connu Clémence Ledoux qu'il venait voir avec sa famille à Bois-le-Roi,. Figure charismatique, Marie-Pierre Faye est élu modérateur en 1989 en remplacement de Claude Masurel,. Lui et sa sœur, imposent de manière autoritaire leurs goûts personnels aux membres de la communauté, y compris « leur spiritualité déviante ». Les frères discernés pour devenir prêtres suivent les enseignements de Marie-Dominique Philippe à la maison de formation de la communauté Saint-Jean à Saint-Jodard.  
En 1994, sur fond de désaccord avec son évêque de tutelle, Louis Cornet, la FMRI quitte Bois-le-Roi et emménage dans l'Ain, passant sous l'autorité de Guy Bagnard, évêque de Belley-Ars. La FMRI devient une association publique de fidèles. La communauté s’accroît, même si les entrées s'accompagnent aussi de sorties selon un roulement important. Ainsi, en 10 ans, l'arrivée de 107 nouveaux membres est contrebalancée par 41 départs. La FMRI s'implante en différents endroits de France, en Irlande, en Argentine et au Liban. Entre 1995 et 2008, près de vingt frères suivent le séminaire à Ars, Rome ou Toulouse et sont ordonnés prêtres.
Éric de Kermadec, nouvellement ordonné prêtre, succède en 1996 à Marie-Pierre Faye, qui prend ses distances avec la communauté, ne s'y rendant qu'une fois par an lors des ordinations, et plus du tout à partir de 2004. Censé vivre à l'écart dans un ermitage, Marie-Pierre Faye continue cependant d'exercer une importante influence sur la communauté : ses homélies et ses enseignements continuent d'être diffusés au sein de la FMRI par sa sœur et Marie-Eve Barrier, économe de la communauté. En 2005, la fraternité compte 90 laïcs consacrés, hommes et femmes, dont quatorze prêtres répartis dans dix lieux différents.

### Crise de 2008
En 2008 à nouveau, les demandes de clarification de Guy Bagnard au sujet de la gouvernance, de la gestion des biens et des écrits de Clémence Ledoux provoquent le départ inopiné de la fraternité du diocèse. La même année, une crise éclate dans la communauté quand des membres s'aperçoivent que, loin de vivre dans un ermitage, Marie-Pierre Faye habite une luxueuse propriété à Marcilly-le-Chatel dans la Loire,. Photos à l'appui, ils préviennent les autres membres. Ils sont exclus dans la foulée, cependant suivis par d'autres qui quittent également la FMRI. Début 2010, il ne reste plus qu'un quart des effectifs après le départ de près de 80 membres,. Ils ne sont plus qu'une trentaine en 2014, et seulement une vingtaine en 2024.

### Départ de Marie-Pierre Faye
La communauté quitte le diocèse de Belly-Ars et trouve asile en 2009 dans l'archidiocèse de Lyon. Averti de possibles malversations financières de Marie-Pierre Faye et d'abus de faiblesse, Philippe Barbarin sanctionne le prêtre : Marie-Pierre Faye est suspens a divinis et prié de rejoindre son diocèse d'origine par Albert-Marie de Monléon, évêque de Meaux, ainsi que de cesser tout contact avec les membres de la FMRI, ce à quoi il n'obtempère pas. L'archevêque de Lyon pose des conditions à l'installation de la communauté : la révision des statuts de la fraternité et la limitation dans le temps des mandats des modérateurs. Il se heurte au refus de la communauté, qui reconduit une nouvelle fois son modérateur. Philippe Barbarin le démet de ses fonctions et le remplace par un commissaire en 2011. « Au cours de sa mission, le commissaire réussit à lancer plusieurs chantiers d’envergure : réforme des statuts, révision de la gouvernance, du statut social des membres (Cavimac), enquête historique, discernement sur la spiritualité, relecture des vocations, assainissement des relations ecclésiales. »

## Enquête (2023-2024)
Alerté cependant par d'anciens membres à l'été 2021, le successeur à Lyon de Philippe Barbarin, Olivier de Germay annonce dans un communiqué le 7 mars 2023 procéder à un appel à témoignages et à une nouvelle enquête sur la FMRI concernant des faits courant sur la période entre 1989 et 1996, pendant le mandat de Marie-Pierre Faye. L'évêque précise que « les divers témoignages ne concernent pas la communauté actuelle. » Il s'agit également d'évaluer la spiritualité infusée par Clémence Ledoux. Désigné en 2014 pour investiguer sur les plaintes contre Thomas Philippe, le dominicain Paul-Dominique Marcovits est chargé de l'enquête,,. 
Ses conclusions sont publiées le 10 décembre 2024 par l'archidiocèse de Lyon,. Menée entre mars 2023 et septembre 2024, elles s'appuient notamment sur 115 témoignages écrits de membres actuels ou anciens ou de leurs proches, sur l’audition d’une trentaine de témoins et sur des archives diocésaines. Elles établissent le caractère inauthentique des expériences mystiques de Clémence Ledoux et met au jour un système d'emprise spirituelle et de violences sexuelles entretenu par Marie-Pierre Faye entre les années 1980 et 2010. Plusieurs dossiers de victimes d'abus sexuels ont été remis à la Commission reconnaissance et réparation. 
Jean Legrez, archevêque émérite d’Albi, est nommé pour accompagner la Fraternité Marie reine immaculée dans sa réforme. Elle pose comme préalable l'abandon de la référence à Clémence Ledoux. Il s'agit aussi de « vérifier si les déviances identifiées dans la période étudiée par l’enquête sont totalement résorbées. ». Une dissolution de la communauté n'est pas exclue si les mesures prises s'avèrent insuffisantes,.
Dans un communiqué, le modérateur de la FMRI déclare : « Nous accueillons les résultats de cette enquête, et en tirerons toutes les leçons pour continuer à construire notre avenir, en nous appuyant avec confiance sur l’encouragement de l’Église. Notre nouvel assistant épiscopal, Mgr Jean Legrez, archevêque émérite du diocèse d’Albi, viendra régulièrement à Bois le Roi pour nous aider à développer le talent de la Fraternité. »

## De graves dérives sectaires
Plusieurs anciens membres affirment « avoir subi des abus de pouvoir ou des abus spirituels » entre 1989 et 2011. Sont dénoncées la diabolisation des membres émettant la moindre critique, l'absence de distinction entre for interne et for externe, des violations du secret de la confession, des élections manipulées « dignes d’une dictature [où] les responsables étaient élus à la quasi-unanimité. » Un double suicide inexpliqué a eu lieu au sein de la communauté de Bois-le-Roi en septembre 1990,.
Trois membres témoignent également que Marie-Pierre Faye, formateur exclusif de la communauté, « a entraîné les membres de la Fraternité dans un détournement de vie consacrée où l’expression de l’affectivité et les amitiés particulières étaient encouragées et même montrées en exemple, à l’image de la relation d’amour fantasmée entre la Vierge Marie et Jésus, secret que l’Église ne pouvait pas comprendre »,. Selon Céline Hoyeau, journaliste à La Croix, « Marie-Pierre Faye […] aurait diffusé sous le vocable de "communion des cœurs" la doctrine de l’amour d’amitié du père Marie-Dominique Philippe. » Des plaintes pour des abus sexuels qui auraient été commis sur fond d'emprise mentale par un prêtre ont été classées sans suite en juin 2023 en raison de la prescription des faits allégués,,. Une information judiciaire est cependant rouverte pour l'une des plaignantes en février 2024 pour « viols et agressions sexuelles » sur une période comprise entre 2001, date à laquelle la victime supposée avait rencontré le prêtre à la FMRI, et 2019,.
Le rapport de Paul-Dominique Marcovits confirme à partir de très nombreux témoignages l'existence de ces pratiques mystico-sexuelles ainsi que de graves abus de pouvoir qui ont eu cours au sein de la Fraternité de Marie reine immaculée sous la gouvernance de Marie-Pierre Faye,,. Le rapport conclut : « cet attachement à Marie a été utilisé à des fins objectivement contraires à l’enseignement de l’Église. La « communion de cœur » en est le principal exemple. [...] Si cet amour enseigné par le père Marie-Dominique Philippe et son disciple au sein de la Fraternité, si tout cela
engendre des comportements contraires au bon sens humain et à la vie des chrétiens, nous pouvons conclure que cela n’a pas sa place dans l’Église. Ainsi la prédication sur Marie Reine Immaculée cachait-elle un dévoiement théologique, un enseignement faux qui n’est pas sans conséquences pour ceux qui l’ont entendu. »